# La Gran Vía (periodico)
La Gran Vía è stata una rivista pubblicata a Madrid tra il 1893 e il 1895.

## Descrizione

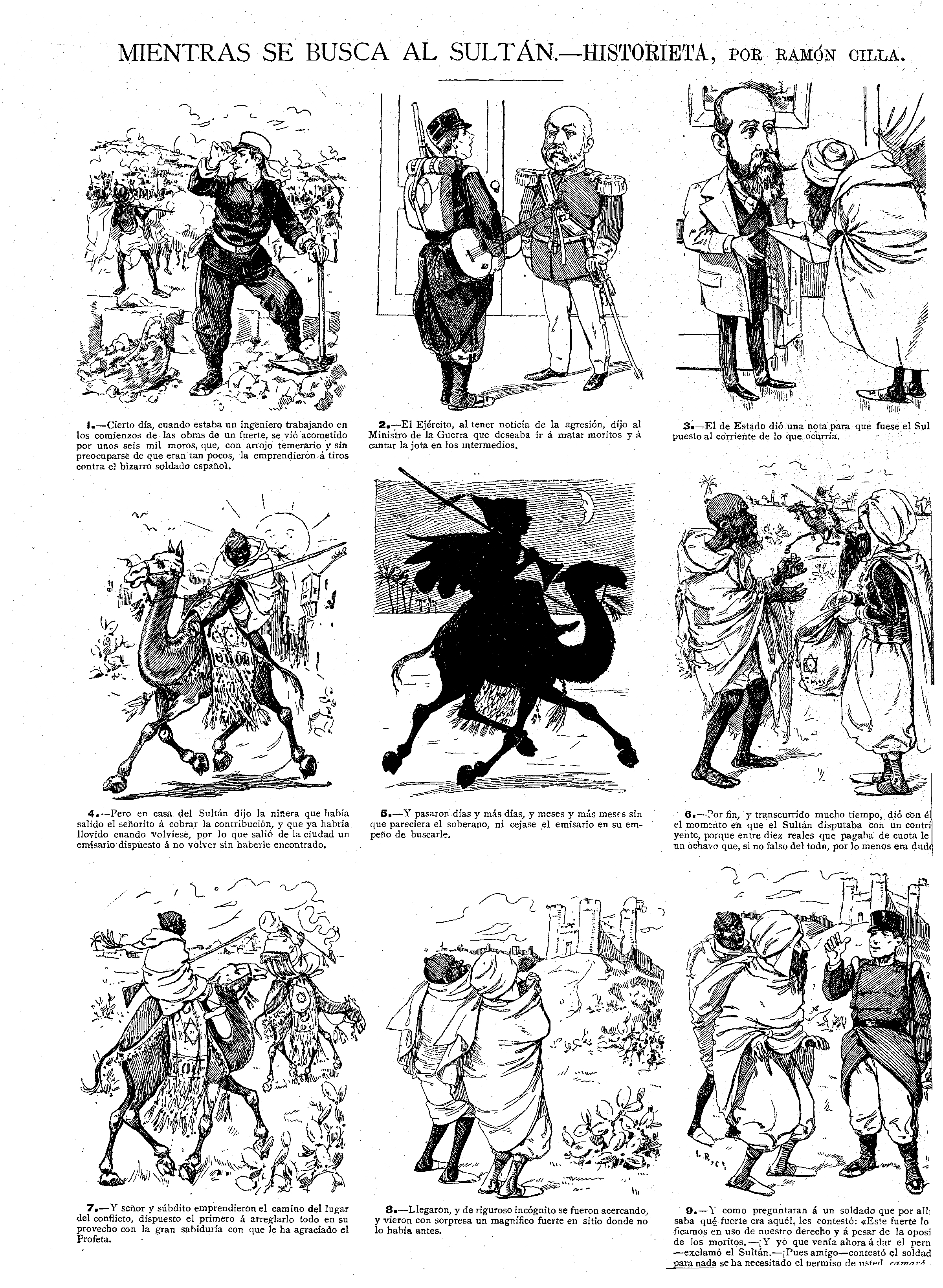
Cartone animato di Cilla

Edito a Madrid, il suo primo numero uscì il 2 luglio 1893. La rivista, che è stata paragonata alla pubblicazione contemporanea Blanco y Negro — che però avrebbe avuto una carriera editoriale più lunga — cessò le pubblicazioni meno di due anni dopo la sua fondazione, il 14 dicembre 1895. Conteneva abbondanti illustrazioni.
In testa all'indirizzo c'erano nomi come quelli di Felipe Pérez y González, Carlos Frontaura e Salvador Rueda.
Nella sezione grafica, in cui artisti come Julio Romero de Torres, José Arija, Alfredo Perea, Cecilio Pla e Ramón Cilla, furono incluse riproduzioni di opere di pittori dell'epoca.